# Mouchette - Tutta la vita in una notte
Mouchette - Tutta la vita in una notte (Mouchette) è un film del 1967 scritto e diretto da Robert Bresson, tratto dal romanzo di Georges Bernanos.

## Trama
La giovane Mouchette vive in un villaggio isolato rurale dove è costretta a prendersi cura del fratello neonato e sbrigare tutti i lavori domestici. Il padre è alcolizzato e la madre, malata, è costretta a restare a letto. Dopo essere stata violentata, Mouchette prenderà una decisione drastica.

## Riconoscimenti
- Festival di Cannes 1967: Premio OCIC
- 32ª Mostra internazionale d'arte cinematografica di Venezia: Premio Pasinetti